# The Miracle (노래)
〈The Miracle〉은 1989년 퀸의 같은 이름의 스튜디오 음반의 다섯 번째이자 마지막 싱글이다. 이 곡은 프레디 머큐리와 존 디콘이 주요 작곡가였음에도 불구하고 전체 밴드에 의해 작곡되었다. 이 곡은 음반 발매 6개월 후인 1989년 11월 말에 싱글곡으로 발매되었다. 이 곡은 그 음반의 마지막 싱글곡이었고, EMI의 퀸 음반 중 하나에서 발매된 첫 다섯 번째 싱글곡이었다.